# 瑟

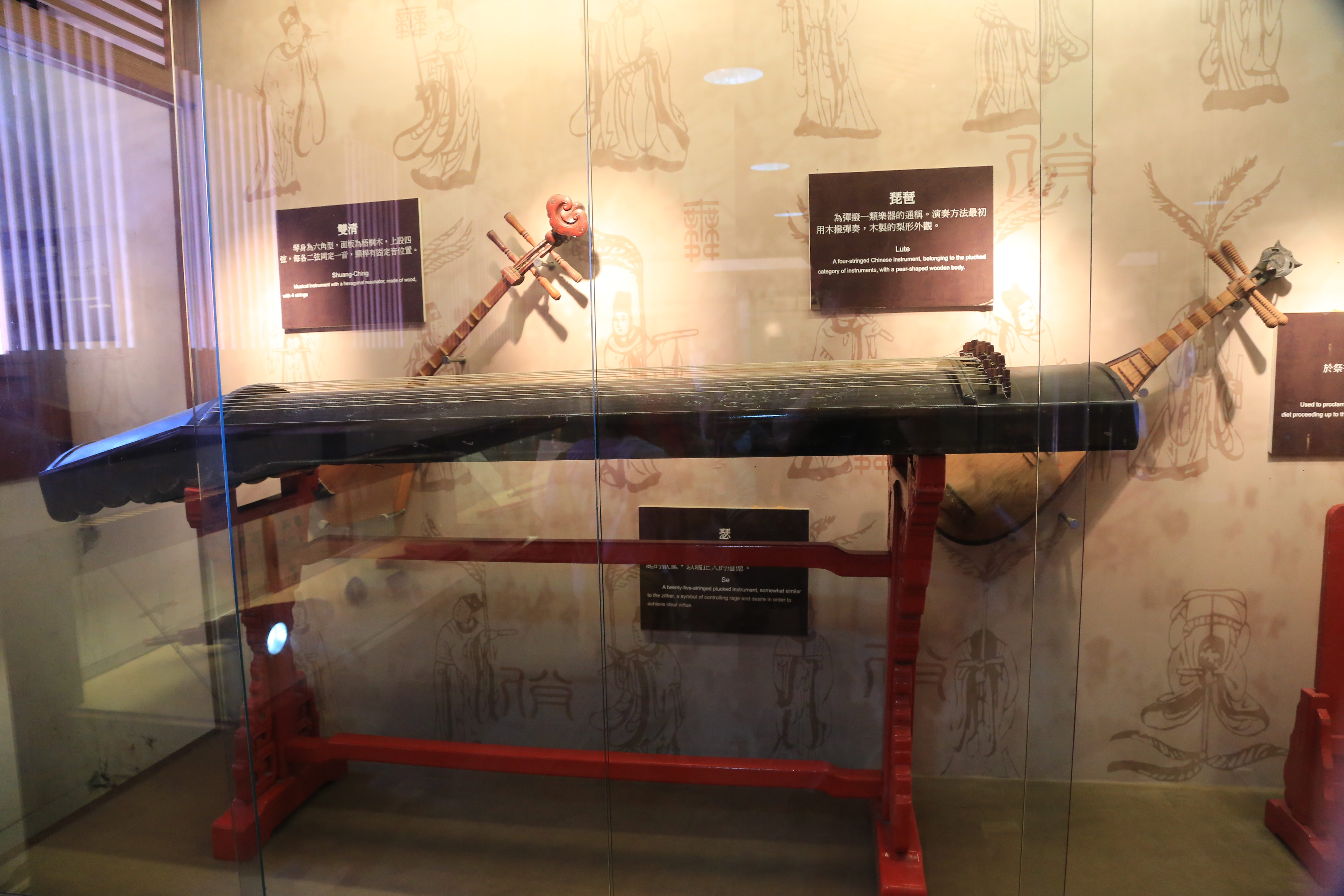
台南孔子廟にて展示されている瑟

瑟（しつ、拼音: sè）は、古代中国のツィター属の撥弦楽器。古筝に似て、木製の長方形の胴に弦を張り、弦と胴の間に置かれた駒（柱）によって音高を調節するが、弦の数が25本ほどと多い。八音の糸にあたる楽器のひとつで、後世には祭祀の音楽である雅楽専用の楽器になった。

## 歴史
瑟の歴史はきわめて古い。文献では古琴とともに「琴瑟」と併称され、最も古くから見える弦楽器である。『詩経』、『書経』をはじめ、先秦の文献にしばしば見える。『礼記』明堂位篇には大瑟と小瑟の2種類の瑟について記述しており、複数の種類の瑟があったことがわかる。
考古学的に古いものとしては湖南省長沙瀏城橋一号楚墓（春秋晩期 - 戦国初期）から瑟が出土している。出土した瑟の多くは25弦だが、24弦や23弦のものもある。馬王堆漢墓から出土した25弦の瑟は琴柱の位置が比較的はっきりしており、五音音階に従って調弦されていたと推定される。
隋・唐まで燕楽のうち清楽の伴奏楽器として瑟は残存したが、宋代以降は祭礼に用いる雅楽専用の楽器になった。南宋の姜夔は瑟の制度を定めた。
元の熊朋来は『瑟譜』6巻を著した（1277年出版）。これは瑟に関する最初の専門書だが、各弦に黄鐘から応鐘までの十二律を順番にあてはめており（第13弦を使わないため、音域は2オクターブになる）、姜夔の方式とまったく異なる。明の朱載堉も『瑟譜』10巻を著した（1560年出版）。

## 日本への伝来
正倉院に瑟の残欠一張がある（南倉 177）。現在の雅楽では用いられない。
明楽の瑟は14弦だった。

## 伝説
瑟の起源について、さまざまな伝説がある。『呂氏春秋』には炎帝のときに5弦の瑟が作られ、堯のときに15弦に増し、舜のときに23弦に増したという。『史記』には、もと50弦あったが、音が悲しすぎたので黄帝が半分に割いて25弦にしたという話が見える。伏羲が瑟を作ったともいう。